# 素晴らしき日々 〜不連続存在〜
『素晴らしき日々 〜不連続存在〜』（すばらしきひび ふれんぞくそんざい）は、ケロQから2010年3月26日に発売されたアダルトゲーム。
モエカす以降、ケロQブランドとしては実に6年ぶりに発売された新作。「すばひび」と略される。
萌えゲーアワード2010大賞部門銅賞、シナリオ賞部門金賞受賞作品。
2018年7月20日にフルボイスHD版が発売された。この版では、対応OSがWindows 7/8/8.1/10に更新され、画像も1280×960となり、新規立ち絵・CG、そして全キャラフルボイス
となり、すかぢ（SCA-自）により新規ルートが書き下ろされて収録されている。特典には新規アートブックや複製色紙が付いている。
2020年12月25日に『素晴らしき日々～不連続存在 10th Anniversary特別仕様版』が発売された。
製作発表直後よりキャラクター名などから昔からのファンはケロQの処女作『終ノ空』に関連する作品、もしくはリメイクであると言われていたが、SCA-自は雑誌でのインタビューで「本作の企画で一番キモになるのは、処女作『終ノ空』との決別にあります」と応えている。
2025年7月20日には『素晴らしき日々~不連続存在~ 15th Anniversary Edition』が発売された。

## あらすじ

### 第1章“Down the Rabbit-Hole”
- 主人公：水上由岐

STORYA
水上由岐は、空から降ってきたぬいぐるみを拾う。
そこへ高島ざくろという少女があらわれ、町に伝わる〝空に帰る日〟を探す為にぬいぐるみを落としたことを明かす。
その日から由岐は、幼なじみの若槻姉妹、ざくろと共に〝空の少女〟と〝世界少女〟とが出会う、その場所を探すことになる。
STORYB
水上由岐は、会ったばかりの少女、高島ざくろにキスをされる。
別れ際に「これからすごい事が起きますからね」と言われる。
次の日、学校では、ざくろが自殺したらしいといううわさが流れる。

### 第2章“It’s my own Invention”　―― 「終わりと始まり」の物語
- 主人公：間宮卓司

いじめられっ子の間宮卓司は、ざくろの自殺現場に居合わせたことがきっかけで、彼の世界は周囲とズレ始める。
そして彼は「救世主」として、人々を「『終の空』に帰す」ための行動に出る。

### 第3章“Looking-glass Insects”　―― 「文学少女と化学少女」の物語
- 主人公：高島ざくろ

ざくろは屋上で出会った少年に恋をする。
そのころ、ざくろは、友人の橘希実香と共にイジメに遭い、薬物を投与されたうえで強姦される。
やがて、彼女は前世の力を信じる者たちのグループに参加し、前世の力を得るという目的の元で自殺する。
なお、ルートによっては、レイプを回避し、いじめに立ち向かう展開もある。

### 第4章“Jabberwocky”　―― 「救世主と英雄」の物語
- 主人公：悠木皆守

世界はゆっくりと〝終の空〟へ向かっていた。
悠木皆守は、自らの存在が揺らぎ、「救世主」こと間宮卓司が立ちはだかる中、彼の妹・羽咲のために〝英雄〟になることを誓う。
ただし、卓司と皆守は肉体を共有しているため、卓司が皆守を刺したことによって二人は倒れてしまう。皆守は羽咲とひまわりの咲く道を歩いていたことを思い出す。

### 第5章“Which Dreamed It”　―― 「兄と妹」の物語
- 主人公：間宮羽咲

「Jabberwocky」を羽咲の視点で描いた物語であり、皆守や由岐が他人の別人格ではなく、7年前に死んだ人物であることが明かされる。

### 第6章“JabberwockyII”　―― 「向日葵と坂道」の物語
- 主人公：悠木皆守

皆守達の母親・美琴は病身の夫・浩夫を助けたいという思いから、新興宗教に入信する。ところが、彼女は教祖に愛人として洗脳され、彼との間に双子の兄妹・卓司と羽咲を産む。
教祖は美琴を捨てるため、卓司は救世主としての力を羽咲に奪われたと告げる。美琴は夫が死んだ際、卓司を救世主として教育する。美琴は卓司とともに羽咲を殺そうとするも、皆守と由岐に止められたことで生きる意欲を失う。
その後、皆守は卓司を倒して肉体の主導権を取り戻し、羽咲と共に過ごす。
なお、ルートによっては由岐が皆守と羽咲に見える幽霊として出てくる場合もある。

### 終ノ空II
水上由岐は、音無彩名という少女と出会う。
彼女は由岐の持つ世界の矛盾点を指摘し、一連の出来事が、自殺に巻き込まれた世界の由岐である可能性や、由岐自身が彩名の幻想である可能性を語った後、困惑する由岐を残して去る。

### 新章“Knokin'on heven's door”
- 主人公：悠木皆守、水上由岐

フルボイスHD版で新規に追加されたルート。

## 登場人物

### 主要人物
水上 由岐 (みなかみ ゆき)
声 - かわしまりの
第1章の主人公。竹を割ったような性格で、文武共に優れるが、生活は自堕落。
煙草と屋上とヒラヒラ服を好む。意外にも家事が得意。
若槻 鏡 (わかつき かがみ)
声 - 小倉結衣
司の双子の姉。由岐とは幼馴染の関係にある努力家で見栄っ張り。成績優秀。料理はあまり得意ではない。
由岐に憧れているが、愛情から厳しく接する事もある、ツンデレ。剣道部に所属している。妹である司を誰よりも大切に思っている。
若槻 司 (わかつき つかさ)
声 - 如月葵
鏡の双子の妹。基本的に真面目で常識的な考え方をしている。姉ほど成績は良くない。由岐に素直に愛情を示せない姉を見守っている。
典型的な天然癒し系であり、お人好し。しかし怒るとちょっと怖い。鏡と共に剣道部に所属している。
高島 ざくろ (たかしま ざくろ)
声 - 涼屋スイ
第3章の主人公。気弱で引っこみ思案なところがあるが、争いごとを好まない心優しい少女。
おとぎ話や空想が好きで、街に伝わる”空に帰る日”を探し出そうとしている。
間宮 卓司 (まみや たくじ)
声 - 佐山森
第2章の主人公。妄想癖のある、気の弱い少年。典型的なオタクであり、そういったゲームや漫画に精通している。
その性格から学内の不良たちにいじめられており、女性用下着を穿かされ性的に虐待される場面も存在する（強制系の「男の娘」）。
悠木 皆守 (ゆうき ともさね)
声 - 夏村伊介 ※フルボイスHD版
第4章及び第6章の主人公。喧嘩が強く、間宮卓司に対し一種の嫌悪感を抱いている。由岐とは仲がいい。
間宮 羽咲 (まみや はさき)
声 - 西田こむぎ
第5章の主人公。間宮卓司の妹。常にウサギのぬいぐるみを持ち歩いている。
内気で引っ込み思案だが、頑固な面もある。武道の心得がある。
音無 彩名 (おとなし あやな)
声 - 成瀬未亜
成績優秀だが不思議な雰囲気を持つ少女。屋上で空を眺めており、由岐ともよく出会う。
由岐同様、哲学や文学への造詣が深く、二人でよく本や詩集の話をしている。
橘 希実香 (たちばな きみか)
声 - 北都南
ざくろの友人で、陸上部と科学部の部長を掛け持ちしている少女。
陸上部に所属しているのは運動神経が鈍い自分の鍛錬のため。ナイフ等の武器を持ち歩いている。

### その他
岩田 美羽 (いわた みう)
由岐のクラスメイト。天文部の部員。明るく気さくな性格。
横山 やす子(よこやま やすこ)
横山きよしの妹。剣道部員。礼儀正しく、人懐こい。
リルル
卓司が好きなアニメのヒロイン。壁の落書きが具現化したもの。
城山 翼 (しろやま つばさ)
卓司のクラスメート。筋骨隆々とした体型。卓司をいじめていたグループの中心的存在。物語開始前に転落死を遂げる。
沼田(ぬまた)
城山の子分。私服登校をしている長髪の伊達男。
横山 潔　(よこやま きよし)
城山の子分。いじめグループの中では常識的な性格。
飯沼(いいぬま)
城山の子分。ブレスレットをしている。
西村(にしむら)
城山の子分。ざくろが好みらしい。性欲過多で女性に目がない。
赤坂 めぐ (あかさか -)
ざくろのクラスメート。ざくろをいじめている。狡猾かつ陰険な性格。
家は相当な資産家らしく、毎月30万もの小遣いをもらってる。クラブで輪姦被害に遭っている。
北見 聡子 (きたみ さとこ)
ざくろのクラスメート。ざくろをいじめている。元暴走族のレディース総長。
大柄な上、幼少期から空手を習っているため腕っぷしが強く、男子生徒からも恐れられている。暴力的だがめぐよりまっとうな人物。
水上 敏夫 (みなかみ としお)
バーのマスター。オカマ。古武術の達人である。
築川 宇佐美 (つきかわ うさみ)
ざくろ達とは別の学校に通う女生徒。眼鏡をかけている。思い込みが激しく自己中心的な性格。
瑞緒 亜由美 (みずお あゆみ)
ざくろ達とは別の学校に通う女生徒。恥ずかしがり屋。学校で酷いいじめを受けていた。

## 用語
アタマリバース
沢衣村
スパイラルマタイ
ハル・メキド
魔法少女リルル

## スタッフ
- シナリオ：すかぢ
- 原案・企画：すかぢ
- 原画：すかぢ、基4%、硯、籠目、karory
- OP
  - 空気力学少女と少年の詩　歌手：はな 作曲／編曲：szak　作詞：すかぢ
- ED
  - ナグルファルの船上にて　歌手：monet 作曲／編曲：ピクセルビー 作詞：すかぢ
  - 神と旋律　歌手：monet 作曲／編曲：ピクセルビー 作詞：すかぢ
  - 鏡の世界には私しかいない-another version-　歌手：monet 作曲／編曲：ピクセルビー 作詞：すかぢ
  - 終末の微笑　歌手：はな 作曲／編曲：szak　作詞：すかぢ
  - 空気力学少女と少年の詩　歌手：はな 作曲／編曲：szak　作詞：すかぢ
  - 登れない坂道　歌手：monet 作曲／編曲：ピクセルビー 作詞：すかぢ
  - 呪われた生／祝福された生　歌手：はな 作曲／編曲：szak　作詞：すかぢ

## CD
ドリームパーティ2010春にて本作のサウンドトラックとOP/ED曲をまとめた音楽CDが先行発売された。

現在はケロQHPの通販ページにて購入する事が出来る。
- 素晴らしき日々　サウンドトラック
- 音楽CD『空気力学少女と少年の詩』

歌：はな

作曲／編曲：szak

-収録曲-

01.空気力学少女と少年の詩

02.終末の微笑

03.呪われた生／祝福された生

04.空気力学少女と少年の詩　-Piano Vocal Ver.-
- 音楽CD『ナグルファルの船上にて』

歌：monet

作曲／編曲：ピクセルビー

-収録曲-

01.ナグルファルの船上にて

02.登れない坂道

03.神と旋律

04.鏡の世界には私しかいない-another version-

## 反響

### 受賞
本作は萌えゲーアワード2010において、大賞部門の銅賞、およびシナリオ賞部門の金賞を受賞した。その選評において『BugBug』編集長・大澤忠基は、シナリオの出来が評価されたことが銅賞受賞に繋がったと説明した。シナリオ賞へのノミネートは審査員推薦によるものであったが「簡潔で力強いテーマをもとに生み出されている多層的なシナリオ」「尻上がりにユーザーの心を惹きつけていくストーリーとシナリオ」（パソコンパラダイス編集長・西平和則）などと高く評価され、審査員の全員一致で金賞を受賞した。選考結果を報じた『PC Angel neo』2011年2月号において、ミスターXは、本作は好き嫌いがはっきりするタイトルであり、シナリオ賞受賞には異論もあるだろうとしつつ、「単に心地良い会話が延々と続くだけ学園モノや、起承転結を忘れた萌え要素の羅列AVGなどが裸足で逃げ出すとっつきにくさと重厚感」「ルート分岐すると他キャラとの絡みが無くなる多ライター分担シナリオに慣れているユーザーにとっては衝撃の重層的な展開と構成の巧みさ」と高く評価し、シナリオ賞受賞の妥当性を解説している。
| \| 日付 \| 賞 \| 部門 \| 候補 \| 結果 \| 出典 \| \| -------------- \| -------------------- \| ---------- \| ----------------------------- \| ---- \| ---- \| \| 2010年12月17日 \| 萌えゲーアワード2010 \| 大賞 \| 素晴らしき日々 〜不連続存在〜 \| 銅賞 \| [7] \| \| 2010年12月17日 \| 萌えゲーアワード2010 \| シナリオ賞 \| 素晴らしき日々 〜不連続存在〜 \| 金賞 \| [7] \| |                      |            |                               |      |       |
| 日付 | 賞                   | 部門       | 候補                          | 結果 | 出典  |
| 2010年12月17日 | 萌えゲーアワード2010 | 大賞       | 素晴らしき日々 〜不連続存在〜 | 銅賞 | [ 7 ] |
| 2010年12月17日 | 萌えゲーアワード2010 | シナリオ賞 | 素晴らしき日々 〜不連続存在〜 | 金賞 | [ 7 ] |

## タイトル『〜不連続存在〜』について
かつて『終ノ空』企画立ち上げ以前に存在していた企画『非連続存在』の要素が含まれていると思われる。